# Данијел Паутер
Данијел Ричард Паутер (енгл. Daniel Richard Powter; 25. фебруар 1971) канадски је музичар, најпознатији по свом синглу Bad Day из 2005. године. Песма се пет недеља налазила на Билборд хот 100 листи и била међународни хит.

## Дискографија
Студијски албуми
- I'm Your Betty (2000)
- Daniel Powter (2005)
- Under the Radar (2008)
- Turn On the Lights (2012)
- Giants (2018)